# Galanthus peshmenii
Espèce
Statut de conservation UICN

 VU  : Vulnérable
Statut CITES
Galanthus peshmenii est une espèce de plantes herbacées vivaces à bulbe de la famille des Amaryllidaceae.

## Répartition et habitat

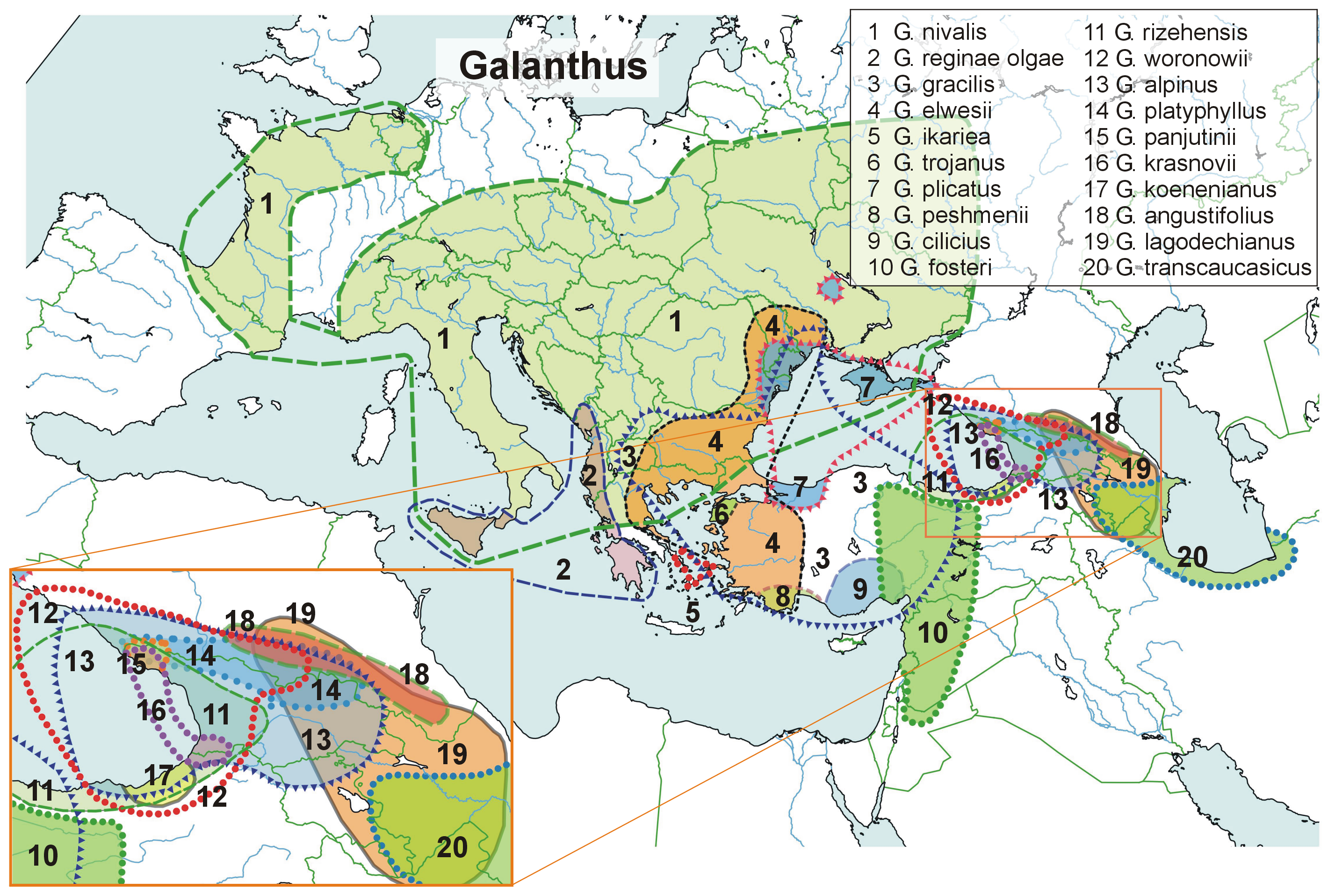
Aire de répartition des Galanthus.

Cette plante se rencontre en Grèce et en Turquie. En Grèce, elle n'est présente que sur l'île de Kastellórizo où elle pousse dans les anfractuosité des rochers et, en Turquie, à une partie de la province d'Antalya dans les terrains rocailleux calcaires à une altitude comprise entre 500 et 1 000 m.
C'est un géophyte bulbeux qui pousse principalement dans le biome subtropical.

## Description
Sa vernation est applicative. Ses feuilles sont étroites (3 à 5 mm), linéaires, glaucescentes et mates. Leur nervure centrale est peu visible. La floraison a lieu en automne alors que les feuilles sont absentes. Ses tépales internes ont une tache verte en « U » ou en « V » inversé. Cette tache peut être scindée en deux petites taches de chaque côté du sinus.

## Systématique
Le nom correct complet (avec auteur) de ce taxon est Galanthus peshmenii A.P.Davis (d) & C.D.Brickell. 

### Étymologie
Son épithète spécifique, peshmenii, lui a été donnée en l'honneur du botaniste turc Hasan Peșmen (d) (1939-1981) qui découvrit cette plante en premier.

### Publication originale
- (en) A. P. Davis et C. D. Brickell, « Galanthus peshmenii: a new snowdrop from the eastern Aegean », The New Plantsman, Royaume-Uni, vol. 1, no 1,‎ 1994, p. 14-19 (ISSN 1352-4186).